# Johann Gerhard König
Johann Gerhard König (Lemenen (Ungerhof), Livónia, 29 de novembro de 1728 — Jaganathpatam, Andhra Pradesh, Índia, 26 de junho de 1785), com o nome por vezes grafado Koenig ou Kønig, foi um médico e botânico de origem germano-báltica que se distinguiu no estudo da flora do subcontinente indiano e na sua utilização para fins medicinais. Integrou, como médico missionário, a Missão de Tranquebar (dinamarquês: Trankebarmissionen; tamil: தரங்கம்பாடி மிஷன்), um esforço missionário das igrejas luteranas na Índia, transitando depois, como médico e naturalista, para o serviço do nababo de Arcot (do Sultanato Carnático). Posteriormente trabalhou como naturalista para a English East India Company, tendo nessas funções coletado grande número de espécimes de interesse para a história natural da Índia, especialmente plantas de interesse médico. Várias espécies levam o seu nome como epónimo, incluindo o caril (Murraya koenigii).

## Biografia
König nasceu nas proximidades de Kreutzburg, ao tempo uma cidade do Voivodato de Inflanty na Livónia Polaca, hoje Krustpils na Letónia. Iniciou a sua carreira como aprendiz de boticário em Riga, empregando-se em 1748 como ajudante de boticário em Sorø, depois em Viborg (Dinamarca) e Karlskrona.
Nos anos de 1757 a 1759 estudou Ciências Naturais na Universidade de Uppsala, período em que frequentou como aluno privado os cursos de Carl von Linné (1707-1778). Em 1759 transferiu-se para a Dinamarca, fixando-se em Copenhaga, cidade onde viveria até 1767. Nesse período frequentou o curso de Medicina da Universidade de Copenhaga, ao mesmo tempo que trabalhava como farmacêutico no Frederikshospital daquela cidade.
Interessado por botânica médica, correspondeu-se com Sir Joseph Banks (1743-1820) e iniciou a sua carreira de naturalista ao ser contratado para coleccionar espécimes de história natural, especialmente plantas, para a Flora Danica. Com esse objectivo viajou em 1764 por Bornholm e em 1765-1766 realizou uma expedição botânica à Islândia, onde estudou a vegetação local.
Em 1767 completou a licenciatura em Medicina, tendo-se graduado nesse ano como cand. med. na Universidade de Copenhaga. Terminado o curso, nesse mesmo ano de 1767 ingressou como oficial médico ao serviço da Missão de Tranquebar (a Dänisch-Hallesche Mission), partindo no ano seguinte para a Índia. Na sua viagem a caminho de Tranquebar (hoje Tharangambadi) passou pela Cidade do Cabo, onde conheceu o governador Rijk Tulbagh para quem levava uma carta de apresentação de Linnaeus. Esteve algum tempo na Cidade do Cabo, coletando plantas na região da Table Mountain de 1 a 28 de abril de 1768. Na Índia, König assumiu o cargo de médico, vago após a morte de Samuel Benjamin Cnoll (1705-1767), um médico educado em Hall.
Permaneceu ao serviço da Missão de Tranquebar durante 8 anos, de 1768 a 1775, ano em que assumiu uma posição melhor remunerada como naturalista junto da corte de Tullasu Rasa (1734 - 1787), o nababo de Arcot, em Thanjavur, servindo nessa função até 1778. Nas funções de naturalista do nababo de Arcot realizou uma viagem de exploração botânica às montanhas situadas a norte de Madras e ao Ceilão, cuja descrição foi posteriormente publicada numa revista científica dinamarquesa. Nesse período iniciou correspondência com Carl von Linné.
Em 1773, recebeu o grau de doutor in absentia pela Universidade de Copenhaga, possivelmente pelos seus estudos sobre remédios tradicionais da Índia, estudos de que resultou a obra publicada com o título de De remediorum indigenorum ad morbes cuivis regioni endemicos expuguandos efficacia, saída a público em 1773.
Em 17 de julho de 1778, König foi nomeado naturalista em Madras ao serviço da British East India Company, cargo que exerceu até falecer. Nessas funções, realizou várias viagens de exploração científica pelo sueste asiático, trabalhando com cientistas notáveis como William Roxburgh, Johan Christian Fabricius e Joseph Banks.
König fez várias viagens pela Índia e regiões vizinhas, sendo talvez a mais notável das suas viagens uma ida ao Sião e ao Estreito de Malaca em 1778-1780. Nesse período passou vários meses a estudar a flora e a fauna em Phuket. Em Tranquebar entrou em contato com o herpetologista Patrick Russell, que chegara à Índia em 1782, e os dois permaneceram em constante comunicação até ao falecimento de König. Em conjunto fizeram viagens através da região das colinas perto de Vellore e Ambur e em 1776 uma viagem pelas colinas de Nagori, acompanhados por George Campbell.
König seguiu o lema dos «irmãos da Morávia», o moto "Unitas Fratrum" (Fraternidade Unida) para incentivar a colaboração no estudo botânico entre os missionários europeus na Índia. Os membros iniciais do grupo foram Benjamin Heyne, Johann Gottfried Klein, Christoph Samuel John (1747–1813) e Johan Peter Rottler. A maioria das plantas coletadas por membros deste grupo foram enviadas para a Europa e descritas por Anders Jahan Retzius, Albrecht Wilhelm Roth, Heinrich Schrader, Carl Ludwig Willdenow, Martin Vahl e James Edward Smith. Daquele grupo de coletores, apenas Rottler publicou as suas próprias descrições botânicas.
Colaborou na obra Observationes botanicae do botânico sueco Anders Jahan Retzius (Fasc. 3, 1783 e Fasc. 6, 1791). Para essa publicação, König descreveu muitas das plantas usadas em Ayurveda.
Em 1784, visitou Patrick Russell em Vizagapatnam, a caminho de Calcutá. Nessa viagem sofreu um ataque de disenteria e William Roxburgh, que estava em Samalkota, supervisionou o seu tratamento. No entanto, König não recuperou e morreu vítima de disenteria em Jagannadhapuram, Kakinada, em 1785. Em testament, deixou os seus papéis a Sir Joseph Banks.
Publicou várias obras sobre botânica, incluindo a descrição de muitas plantas usadas na Ayurveda, a medicina tradicional indiana, e fez anotações sobre outros aspectos da história natural, incluindo sobre as térmitas do sul da Índia e a coleta e uso dos seus estágios alados como alimento. As coleções de insectos do sul da Índia reunidas por König terão sido utilizadas nas descrições feitas por Johan Christian Fabricius.
Em 1772 foi eleito membro da Leopoldina. Em 1784 foi aceito como membro correspondente da Academia Russa de Ciências de São Petersburgo. Também foi sócio da Sociedade dos Amigos das Ciências Naturais de Berlim (Gesellschaft Naturforschender Freunde zu Berlin).
O diário de sua jornada da Índia através de Sião até Malaca, trechos do qual só apareceram impressos em 1894, é considerado um tesouro para os historiadores. É um dos poucos relatos em primeira mão feitos por estrangeiros de uma visita ao Sião na época do rei Taksin. Entre outras coisas, König relata sobre a destruição e saques que ocorreram no Reino de Ayutthaya, que não foram, como a historiografia oficial tailandesa ainda diz hoje, feitos exclusivamente pelos birmaneses, devendo antes ser atribuídos em grande medida à própria população do reino. Ao fazê-lo, König confirmou relatos contemporâneos de missionários que testemunharam a tomada de Ayutthaya.
Os género de plantas Koenigia L. (família Polygonaceae) foi assim designado por Linnaeus em homenagem a König, tal como o caril, a espécie Murraya koenigii L.. A sua abreviatura botânica oficial é J.Koenig, mas foi anteriormente frequentemente referido por J.G.Koenig, abreviatura que por vezes ainda é utilizada.